# Milan Jesih
Milan Jesih, slovenski pesnik, dramatik in prevajalec, * 1950, Ljubljana.
Jesih je na Filozofski fakulteti v Ljubljani študiral primerjalno književnost. Najbolj je poznan kot prevajalec iz angleškega in ruskega jezika. Prevedel je več kot 40 pomembnih del svetovne književnosti (Bulgakov, Čehov, Shakespeare idr.).
Pesniti in objavljati je začel že kot srednješolec, njegova ustvarjalna energija pa se je najbolj razvila med študijem primerjalne književnosti na Filozofski fakulteti. Že takrat je bil vsestransko nadarjen in zdaj deluje kot pesnik, dramatik, pisec radijskih iger, pisec za otroke, prevajalec. Na vseh teh področijh se je uveljavil kot eden najpomembnejših slovenskih ustvarjalcev zadnje četrtine 20. stoletja.
Bil je predsednik Društva slovenskih pisateljev. Leta 2019 je postal izredni in 2025 redni član umetniškega razreda SAZU.
O njem je 1998 Filip Robar Dorin posnel dokumentarec Slasti jezika - protret M. Jesiha.

## Pesništvo
Milan Jesih je prvič javno izraziteje nastopil v pesniški skupini 442. Ta se je razvila iz skupine 441, v kateri sta delovala Matjaž Kocbek in Ivo Svetina, potem pa so se jima pridružili še Andrej Brvar, Tomaž Kralj in Milan Jesih. Že maja leta 1969 je Dušan Jovanović v ljubljanski Drami režiral večer njihove pesniške besede z naslovom »Žlahtna plesen Pupilije Ferkeverk«. Za pesnike te skupine se je v literarni zgodovini uveljavil izraz lingvizem, čeprav je vsak med njimi v svojem pesniškem razvoju razvil svojo svojo posebno avtorsko poetiko. 

### Uran v urinu, gospodar!
Jesihova prva pesniška zbirka Uran v urinu, gospodar!, je izšla leta 1972. Pri kritikih ni bila najbolje sprejeta, saj se jim je zdelo, da gre za obnavljanje ludističnih vzorcev, ki jih je v slovensko poezijo vpeljal zlasti Tomaž Šalamun z zbirko Poker (1966). Kljub temu jo lahko vrednotimo kot eno izmed najpomembnejših zbirk slovenskega pesniškega modernizma.

### Legende
Že v drugi pesniški zbirki Legende (1974) opazimo odmik od ludizma. Tradicije ne pojmuje več izključno kot nekaj, iz česar se je treba norčevati, ampak kot nekaj, kar je mogoče vključiti tudi v sedanjost in se do nje smiselno opredeljevati, ne pa zgolj parodirati. Hkrati se pojavlja tudi že deziluzija.

### Usta
Usta (1985) so v skoraj popolnem nasprotju s prejšnjima zbirkama. Verzi in kitice se skrajšajo, prvoosebni lirski subjekt skoraj ne nastopa več.

### Soneti,Soneti drugi,Jambi
Vrhunec Jesihovega pesništva so zbirke Soneti (1989), Soneti drugi (1993) in Jambi (2000), ki jih imamo lahko za najvišji dosežek pesniškega postmodernizma na Slovenskem. V prvih dveh zbirkah Jesih obnavlja strogo sonetno formo, ki je že od Prešerna temeljna pesniška oblika slovenskega pesništva, motivi pa segajo od prizorov iz narave, vaških in mestnih podob, literarnih reminiscenc in spominov do avtorefleksije lastne ustvarjalnosti. Postmodernistični lirski subjekt se suvereno giblje med podobami in jih na novo sestavlja. Ob tem se nam kaže Jesihova jezikovna mojstrstva, ki nam vedno znova dokazuje, kakšne izrazne možnosti se skrivajo v slovenskem jeziku.

## Dramatika
Dramska pot Milana Jesiha se je začela v skupini 442 oz. Gledališču Pupilije Ferkeverk leta 1969, kjer je bil soavtor predstav Žlahtna plesen Pupilije Ferkeverk ter Pupilija, papa Pupilo in Pupilčki. Obe je režiral Dušan Jovanović, pomenita pa popoln odmik od literarnega gledališča v smeri proti artaudovskemu gledališču krutosti, v slednji zlasti z emblematično gesto klanja kokoši neposredno na odru, kar je v javnosti precej odmevalo. Kritiki (Veno Taufer) pa so jo interpretirali kot simbolični zakol t. i. literarnega gledališča. 
Zanimivo je, da je režiser leta 1985 ponovil prizor v svoji postavitvi drame Iva Svetine Lepotica in zver v Slovenskem mladinskem gledališču, le da je takrat prizor označeval konec gledališkega modernizma. Že pred tem pa je ta prizor citiral, a po pedagoški intervenciji zgolj v stilizirani obliki, v dijaški predstavi Majcnove Apokalipse leta 1980, Dragan Živadinov, kasneje eden najpomembnejših ustvarjalcev slovenske gledališke postmoderne.
Sledila je kolektivna predstava Limite (1973) z Zvonetom Šedelbauerjem v Eksperimentalnem gledališču Glej. Značilnost te predstave je bila, da sta besedilo in odrsko dogajanje nastajala sproti. Med nastajanjem projekta je Milan Jesih sproti prinašal besedilo za dogajanje na odru, ki ga je videl prejšnji dan.

### Ludistična tematika
Prvo samostojno dramsko delo Milana Jesiha, s katerim je tudi najbolj zaslovel, pa so Grenki sadeži pravice, prvič uprizorjeni v EG Glej leta 1974. V navezavi na dramatiko absurda je z njo vzpostavil ludistični dramaturški model s svobodnim sopostavljanjem različnih prizorov in jezikovnim mešanjem slogov in zvrsti, h kateremu se je v svoji kasnejši dramatiki vedno znova vračal. Podobno zgradbo imajo njegove drame Vzpon, padec in ponovni vzpon zanesenega ekonomista (uprizorjena v ljubljanski Drami leta 1974), Triko (Mala drama, 1985) in Ljubiti (predelava prvotno radijske igre (1984) v Mali drami 1993).
V igrah Brucka ali Obdobje prilagajanja (EG Glej, 1976; pozneje predelani tudi v TV-scenarij), Pravopisna komisija (SLG Celje, 1985) in Afrika (ES Gledališče čez cesto, Kranj 1986) je še vedno veliko ludističnih prvin, vendar pa v njih že najdemo zasnovo zgodbe in bolj ali manj stalne karakterje.

### Vrnitev k tradicionalni dramaturgiji
V igri En sam dotik (Prešernovo gledališče Kranj, 1990) je Jesih oblikoval logično grajeno zgodbo s stalnimi karakterji in zgolj občasnimi ludistčnimi prvinami z nekaterimi motivnimi navezavami na Čehova. V to, pogojno rečeno postmodernistično fazo bi lahko uvrstili tudi njegove predelave različnih literarnih predlog za mladino in odrasle: Guliver, velik in majhen (Mladinsko in Lutkovno gledališče ljubljansko, 1979; po Swiftu), Še zmeraj ptiči (Mestno gledališče ljubljansko, 1988; po Aristofanu), Cesarjeva nova oblačila (SSG Trst, 1992, in Lutkovno gledališče Jože Pengov, 1995; po Andersenu).
V svojem doslej zadnjem objavljenem delu Srebrno rebro (2002) pa Jesih na komičen način razbija iluzijo o klenosti in trdnosti slovenskega kmetstva.
Jesih zelo veliko piše tudi za radio (15 radijskih iger, mdr. Pod perutnico noči, izvedena 1994; nekatere so bile objavljene tudi knjižno) in za televizijo (Pepelnica, 1984, Zrcalo, 1990), libreto (opera Ime na koncu jezika, izvedba 1997) ter lutkovno gledališče (Cesarjeva nova oblačila, Deseti raček, Kronan norec, Zvezda in srce).

## Prevajalsko in drugo delo
Jesih je eden najpomembnejših sodobnih slovenskih prevajalcev. Iz srbščine in hrvaščine ter zlasti ruščine in angleščine je prevedel vrsto temeljnih dramskih del. Med avtorji, ki jih je prevajal, so Branislav Nušič (Mister Dolar, Oblast, Gospa ministrica), Aleksander N. Ostrovski (Volkovi in ovce, Gozd), Nikolaj V. Gogolj (Kvartopirci, Revizor), Anton P. Čehov (Striček Vanja, Tri sestre, Češnjev vrt), Mihail A. Bulgakov (Moliere, Ivan Vasiljevič, Don Kihot), Richard Sheridan (Šola za obrekovanje). Glavni preizkusni kamen vsakega prevajalca pa so Shakespearova dela in teh je Jesih nabral že kar veliko, med njimi so Hamlet, Macbeth, Othello, Romeo in Julija, Ukročena trmoglavka in Vihar. S tem se uvršča med najpomembnejša slovenska prevajalca Shakespeara, kot sta Oton Župančič in Matej Bor. Vsa ta dela so bila tudi uprizorjena v slovenskih poklicnih gledališčih, mnoga med njimi pa so izšla tudi knjižno.
Jesih je napisal scenarij za strip Oooopa (s slikarjem Kostjo Gatnikom - Magna Purga), besedila za popevke in skladbe za razne gledališke predstave. Med slednjimi izstopa zlasti skladba »Lastovke«, ki jo je napisal za predstavo Rolanda Dubillarda Naivne lastovke v Mali drami leta 1972.

## Pesniške zbirke
- Uran v urinu, gospodar! (1972)
- Legende (1974)
- Kobalt (1976)
- Volfram (1980)
- Usta (1985)
- Soneti (1989)
- Soneti drugi (1993)
- Jambi (2000)
- Verzi: izbrane pesmi (2001)
- Pesmi (2006)
- Zbrane zbirke (2012)
- Tako rekoč (2007)
- Lahkoda (2013)
- Maršal: 88 pesmic (2017)
- Namreč (2021)

## Dramska besedila
- En sam dotik
- Afrika
- Srebrno rebro
- Pravopisna komisija
- Brucka ali Obdobje prilagajanja
- Grenki sadeži pravice
- Triko
- Vzpon, padec in ponovni vzpon zanesenega ekonomista
- Limite
- Guliver, velik in majhen
- Ljubiti
- Premi govor (zbirka-antologija sedmih radijskih in ene gledališke igre, 1989)

## Nagrade in priznanja
- nagrada Prešernovega sklada (1986)
- Župančičeva nagrada (1987)
- Jenkova nagrada (dvakrat: 1991 in 2001)
- Grumova nagrada za En sam dotik (1991)
- Sovretova nagrada (1992)
- Zlata značka Borštnikovega srečanja (1994)
- Veronikina nagrada (2001)
- Prešernova nagrada (2002)
- velenjica-čaša nesmrtnosti (2011)
- kritiško sito (2018)
- izredni član SAZU (2019)
- Zlatnik poezije (2021)